# Ariska brödraskapet
Ariska brödraskapet är en nynazistisk fängelseorganisation i Sverige, bildad 1996, men vars aktivitetsnivå på 2000-talet har varit mycket begränsad.
Grundare var bland andra Niclas Löfdahl som dömts för att under en fängelsepermission 1997 ha skickat en brevbomb till Laila Freivalds, två nynazister som dömts för inblandning i dödsmisshandeln av 14-årige John Hron, bland annat Daniel Hansson, samt en Anti-AFA-aktivist från Göteborg. Grundarna hade inspirerats av amerikanska Aryan Brotherhood och ville driva en svensk motsvarighet. Organisationen är starkt våldsinriktad och ett krav för att bli medlem är att man ska ha begått ett "nationellt sinnat brott". År 1997 fanns ett 15-tal medlemmar vid landets fängelser, av vilka flera var dömda för mord, mordbrand, dråp och grov misshandel. År 2001 uppgick medlemsantalet till omkring femtio. Senare under 2000-talet har svenska polisen bedömt Ariska brödraskapet som en vilande gruppering, även om vissa av dess medlemmar från 1990-talet fortfarande ingår i andra fängelsegrupperingar eller figurerar i annan organiserad brottslighet.
Ariska Brödraskapet hade kopplingar till organisationen Gula korset. Organisationen gav via nynazistiska skivbolaget Ragnarock ut tidningen Ariska Brödraskapet och Berserker.